# SN 2011ac
SN 2011ac – supernowa typu Ia odkryta 11 lutego 2011 roku w galaktyce UGC 4552. W momencie odkrycia miała maksymalną jasność 17,70m.